# William Cramp and Sons

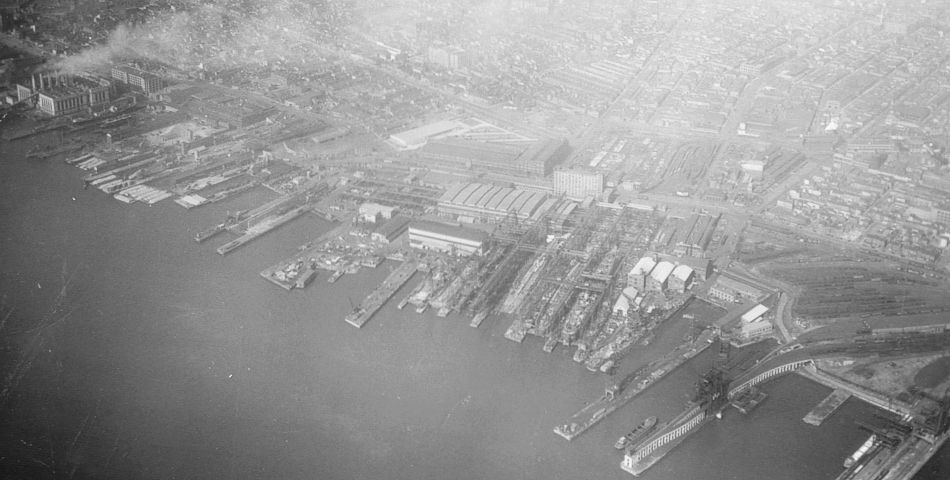
De scheepswerf nog vol in bedrijf.

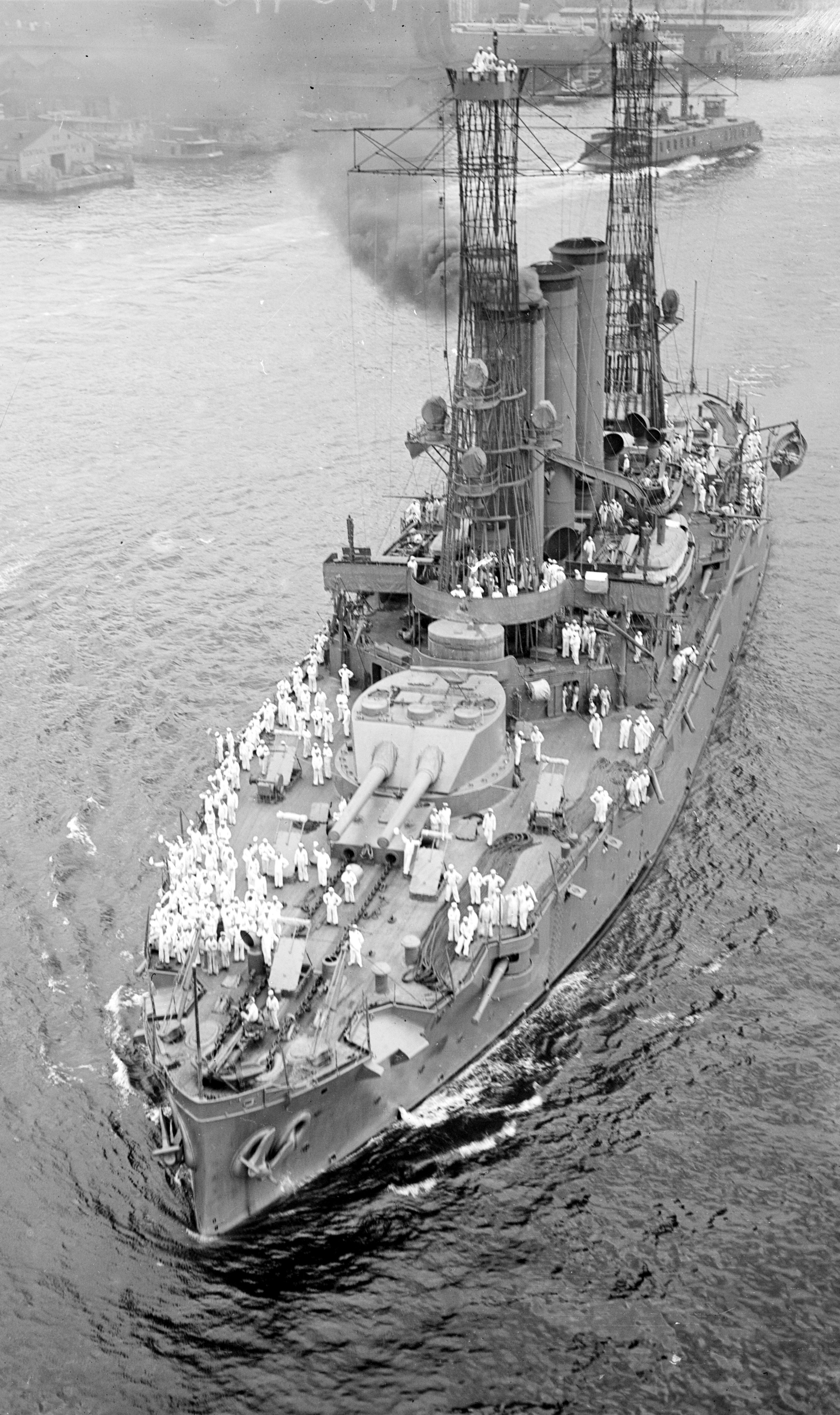
Slagschip USS Maine (BB-10) in 1916.

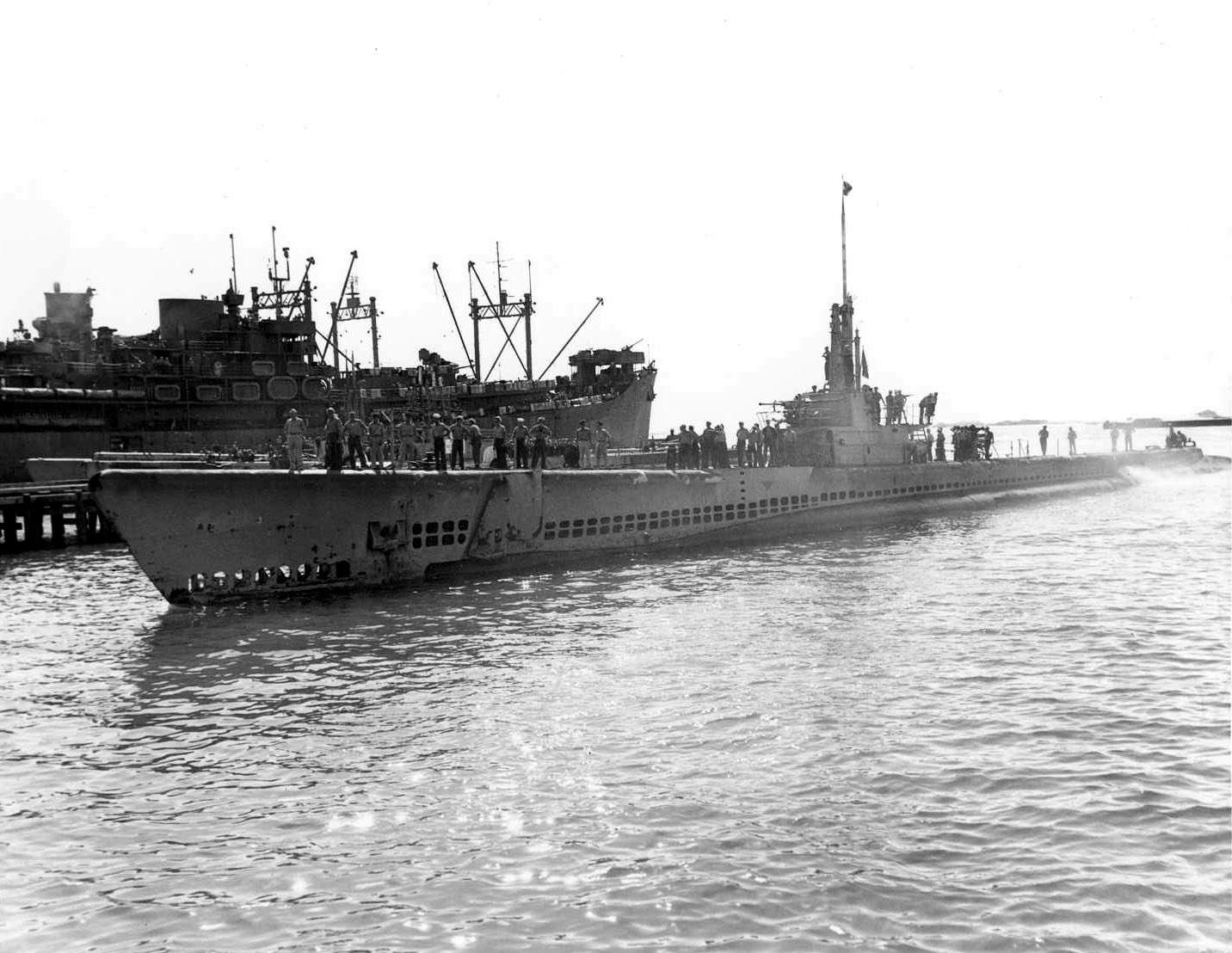
USS Lionfish, nu een museumschip in Battleship Cove.

De scheepswerf William Cramp and Sons, ook wel bekend voluit als William Cramp & Sons Ship & Engine Building Company, was gevestigd in Philadelphia (Pennsylvania). Het werd in 1830 opgericht door William Cramp en was een van de weinige werven in de stad die succesvol de overstap van houten naar stalen schepen heeft gemaakt. In 1894 liep hier de SS St. Louis van stapel, het was destijds het grootste passagiersschip ooit in de Verenigde Staten gebouwd.
Tegen het einde van de 19e eeuw was de werf een van de grootste bedrijven actief in de stad en was een belangrijke leverancier van schepen aan de Amerikaanse marine. Het bouwde onder andere de USS Baltimore (C-3), een pantserdekschip, dat in 1890 werd opgeleverd en een pre-Dreadnought slagschip de USS Maine die in 1902 volgde en verder veel torpedobootjagers van de Wickesklasse.
In 1919 werd de werf overgenomen door de American Ship & Commerce Corporation. Het kreeg een order voor vier kruisers van de Omahaklasse die tot 1925 werk opleverde. Acht jaar later, in 1927, werd de werf gesloten als een gevolg van de afspraken in het Verdrag van Washington in 1922. In dit verdrag waren duidelijk restricties opgelegd met betrekking tot de omvang van de Amerikaanse marine. Veel bestellingen voor oorlogsschepen werden geannuleerd waardoor de orderportefeuille leegliep en een einde van de werf in zicht kwam.
De gebouwen en hellingen bleven enigszins behouden en in 1940 investeerde de marine 22 miljoen dollar in de werf om de productie te herstarten. Als Cramp Shipbuilding legde de werf zich toe op kruisers en onderzeeboten. Het was geen groot succes omdat de bouwtijd langer was dan op andere werven. 
In 1947 werd de werf definitief gesloten. Alle gebouwen en hellingen zijn verwijderd en het is nu een industrieel park. Alleen de oude kades van de werf zijn nog duidelijk zichtbaar en steken loodrecht in de Delaware.